# Pliobates
Pliobates – wymarły rodzaj ssaka naczelnego, jednego z bazalnych człekokształtnych bądź prymitywnego krewnego współczesnych gibbonów, żyjącego w miocenie. Jego szczątki znaleziono w Katalonii. Było to niewielkie zwierzę poruszające się z użyciem czterech kończyn po gałęziach drzew.

## Systematyka i ewolucja
Rząd naczelnych (Primates), których ostatni wspólny przodek (jeśli chodzi o współczesne gatunki) żył 71–63 miliony lat temu (wedle innych badań jego główne linie rozdzieliły się przed 87,2 miliona lat), obejmuje oprócz małpiatek podrząd wyższych naczelnych (Haplorrhini), liczący sobie około 61 milionów lat i obejmujący z kolei wyrakokształtne (Tarsiiformes) oraz małpokształtne (Simiiformes), które wyodrębniły się przed około 41 milionami lat, którym również przypisuje się rangę podrzędu. Niekiedy zamiast nich wyróżnia się w obrębie Haplorrhini infrarząd Anthropoidea. Małpoksztatne dzielą się z kolei na małpy szerokonose (Platyrrhini) oraz małpy wąskonose (Catarrhini), którym to taksonom przypisuje się rangę infrarzędu lub parworzędu. Do tych ostatnich zalicza się nadrodziny koczkodanowców (Cercopithecoidea) oraz człekokształtnych (Hominoidea). Wedle Stevens i współpracowników podział pomiędzy tymi dwiema liniami datować należy na 25–30 milionów lat. Według Springera i in. ta ostatnia nadrodzina wyodrębniła się przed około 17 milionami lat.
W obrębie człekokształtnych wyróżnia się dwie współczesne rodziny. Jedną z nich stanowią gibbonowate (Hylobatidae), liczące około 6,7 miliona lat, drugą zaś człowiekowate (Hominidae), wyodrębnione przed około 16 milionami lat. Jedna z hipotez postuluje, że ich ostatni wspólny przodek przypominał właśnie gibbona. Z biegiem lat ustąpiła ona jednak poglądowi, zgodnie z którym gibbonowate są raczej taksonem zaawansowanym ewolucyjnie, który wtórnie rozwinął mniejsze rozmiary ciała. Oprócz tego do Hominoidea zalicza się również wymarłe Proconsulidae oraz Afropithecidae, jednak autorzy opisu Anoiapithecus przedstawiają ją jako grupę polifiletyczną składającą się z monofiletycznych Afropithecinae, Euatorini i Kenyapithecini. W każdym razie dla zrozumienia początków człowiekowatych ważne znaczenie mają badania człekokształtnych miocenu. W taki obraz wpisuje się odkrycie Pliobates, charakteryzującego się zarówno cechami bardziej pierwotnych Dendropithecidae, jak i bardziej zaawansowanych ewolucyjnie człekokształtnych.
Nazwę dla nowego taksonu Alba i współpracownicy zaczerpnęli z łaciny i greki. Plio oznacza po łacinie „w większym zakresie” i dostało się do tego języka z greki. Natomiast bates pochodzi bezpośrednio z języka greckiego i odnosi się do chodzenia. Autorom chodziło tutaj jednak raczej o połączenie dwóch nazw rodzajowych naczelnych, z których pierwszą jest Pliopithecus oznaczający „bardziej małpę”, przedstawiciela odrębnej rodziny Pliopithecidae również zamieszkującego Europę, a drugą Hylobates, „spacerujący w lesie lub na drzewach”, wedle polskiego nazewnictwa gibbon, zwierzę z rodziny gibbonowatych żyjące dziś w krainach orientalnej i palearktycznej. Nazwę taką uzasadnia mozaika cech prymitywnych i zaawansowanych Pliobates. Z kolei epitet gatunkowy odnosi się do Katalonii, miejsca znalezienia szczątków zwierzęcia.
Zwierzę to wydzielono do własnej, monotypowej rodziny Pliobatidae.
Alba i współpracownicy w rezultacie analizy filogenetycznej stwierdzili, że Pliobates jest bliższy grupie koronnej człekokształtnych bardziej, niż jakikolwiek inny niewielki mioceński przedstawiciel Catarrhini czy też Proconsul, należąc do głównej linii rozwojowej człekokształtnych. Badanie to nie potwierdziło również, jakoby wspomniane drobne wąskonose należały do Catarrhini głównego pnia, sprzed podziału na człekokształtne i koczkodanowce. Proconsul w omawianym badaniu stanowi natomiast pierwszą grupę zewnętrzną kladu łączącego Pliobates i bardziej zaawansowane człekokształtne. Oznacza to, że Pliobates jest bardziej od niego zaawansowany ewolucyjnie.
Autorzy opisu Pliobates dyskutują również hipotezę, zgodnie z którą mógłby on być pierwotnym przedstawicielem gibbonowatych. Grupa ta liczy sobie 7,8–5,2 miliona lat. Niegdyś uznawano ją za skarłowaciałą linię człekokształtnych, jednakże nowsze badania, między innymi odkrycie jej bazalnego przedstawiciela Yuanmoupithecus, podważają ten pogląd, co zauważył w jednej ze swych wcześniejszych publikacji Alba. Chociaż część zebranych przez niego danych na temat Pliobates nie pasuje do jego umiejscowienia na drzewie rodowym człekokształtnych w obrębie ich grupy koronnej, to jego odkrycie stanowi kolejny argument za ważnym miejscem niewielkich form w powstaniu tej grupy. Ponadto prezentuje on też pewne cechy uznawane za synapomorfie wymienionego taksonu koronnego, co wskazuje na ewolucję równoległą, niegdyś uznawaną za bardzo małą prawdopodobną u człekokształtnych.

## Budowa
Rodzaj ten dzieli pewne cechy z Dendropithecidae, inne natomiast z bardziej zaawansowanymi Hominoidea.
Pliobates nie należał do dużych naczelnych. Masę jego ciała szacuje się na 4–5 kg. Na podstawie uzębienia obliczono, że holotypowa samica ważyła między 2,9 a 4,8 kg, średnie oszacowanie wynosi 3,9 kg. Szacunki na podstawie szkieletu pozaczaszkowego różnią się w zależności od założeń (regresji typowej dla małp wąskonosych, uznawanej przez autorów pracy za bardziej adekwatną z uwagi na niewielkie rozmiary zwierzęcia, bądź hominidów): od 4,0 do 5,6 kg ze średnią 4,8 kg oraz od 2,6 do 6,3 kg ze średnią 4,3 kg.

### Czaszka
Pojemność czaszki szacuje się na 69–75 cm³. Oznacza to niewielki stopień encefalizacji, spotykany współcześnie u koczkodanowców, wyprzedzający jednak szerokonosego Aegyptopithecus i koczkodanowca Victoriapithecus, a ustępujący gibbonowatym, prokonsulowi czy Oreopithecus, nie mówiąc już o Hispanopithecus czy współczesnych wielkich małpach. Autorzy opisu tego rodzaju zauważają jednak istotne różnice w stosunku do pierwotniejszych wąskonosych już w ogólnym wyglądzie czaszki: jest krótka, szeroka, wysoka.
Występuje niewielka zatoka czołowa. Kanał słuchowy zewnętrzny jest krótki, tubularny, v-kształtny u końca, o niecałkowitym skostnieniu, związany z processus postglenoideus. Otwór szyjny jest za to duży. Kanał tętnicy szyjnej przebiega bardziej poziomo i do przodu niż u człowiekowatych i Pliopithecoidae. Krótkie ectotympanicum nie jest całkowicie skostniałe. Nie występuje foramen postglenoideum. Z kolei otwór owalny leży do przodu i bocznie od trąbki słuchowej.
Alba i współpracownicy opisali twarz tej małpy jako niewielką, ale o dużym pysku, większym niż u Pliopithecoidae, przypominającym należący do Epipliopithecus, oraz oczodołach zwróconych ku przodowi. Zwrócili uwagę na przednią część kości nosowej, ułożoną równolegle do podniebienia. Otwór w kości nosowej jest mały. Występuje otwór podniebienny. Zatoka szczękowa jest natomiast duża.
Uzębienie Pliobates jest mniej zaawansowane ewolucyjnie, niż obserwowane u gibbonowatych czy człowiekowatych. Wzór zębowy to 2.1.2.4. Górne zęby policzkowe przypominają swe odpowiedniki u innych niewielkich mioceńskich małp wąskonosych. Cechują się niskimi koronami, noszą guzki subpiramidalne, umiarkowanie peryferyjne, mniej niż u gibbonowatych, mających też bardziej smukłe zęby policzkowe. Górne zęby przedtrzonowe opisywane są przez autorów rodzaju jako szerokie i owalne, noszące heteromorficzne guzki i wydatny poprzeczny grzebień, o wypukłej powierzchni językowej, przy czym P3 jest większy od następnego zęba. Z kolei górne trzonowce, przypominające najbardziej te spotykane u Micropithecus, cechują się szerokością nieznacznie większą od długości i znaczną wypukłością powierzchni językowej. Noszą peryferyjne guzki policzkowe, natomiast obręcz, gdzie indziej dobrze rozwinięta (lepiej niż u gibbonowatych), po stronie policzkowej ulega przerwaniu. Tworzy więc ona półkę w kształcie litery C. Nie otacza hipokona, dobrze rozwiniętego i położonego bardziej peryferyjnie od protokona. Nie ma grzebienia związanego z hipokonem i metakonem, istnieje natomiast grzebień ukośny, odgraniczający trigonum basin. Pierwszy z trzonowców ustępuje rozmiarami drugiemu, M3 natomiast opisywany jest jako krótki i trapezoidalny poprzez skośny brzeg policzkowy.
Zęby żuchwy nie zachowały się.

### Kończyna górna
Kończyny górne Pliobates w stosunku do wielkości ciała były długie, jak u samicy orangutana czy muriki.
Kość ramienna nosi dobrze rozwiniętą główkę. Zona conoidea (termin ten oznacza obszar odgraniczony boczną krawędzią bloczkową kości ramiennej) jest wąska i głęboka. Łączy się stawowo ze skośnie ułożoną powierzchnią kości promieniowej. Nie występuje otwór zwany po angielsku entepicondylar foramen, podobnie jak u współczesnych Catarrhini czy Dendropithecidae. Skręcenie wynosi 101°, co stanowi wartość umiarkowaną, podobną jak u driopiteków, mniejszą jednak niż u współczesnych Hominoidea. Inny kąt, arm angle, wynosi 8°, co nie odbiega od wartości spotykanych u dzisiejszych człekokształtnych czy czepiakowatych.
Kość promieniowa cechuje się zaokrągloną, niezbyt przechyloną głową, której znaczną część stanowi powierzchnia stawowa dla połączenia z kością łokciową, bocznie sąsiaduje ona z guzowatością.
Kość łokciowa nosi wcięcie promieniowe dla połączenia z kością promieniową. Jej koniec dystalny zaopatrzony jest w głowę (mniejszą niż u współczesnych człekokształtnych) noszącą półksiężycowatego kształtu powierzchnię stawową; dołek rozwija się natomiast tylko częściowo. Wyrostek rylcowaty, długi i smukły, także cechuje się zredukowanym obwodem, nie łączy się on stawowo z kością grochowatą, w przeciwieństwie do trójgraniastej.
Niewielkich rozmiarów kość trójgraniasta nosi zredukowaną powierzchnię stawową. Powierzchnia stawowa kości trójgraniastej rozwinięta jest jednak lepiej niż u gibbonowatych czy szympansa. Pomiędzy kośćmi łokciową i trójgraniastą znajdowała się tkanka łączna, jak u czepiaka.
Kość grochowata jest krótka. Nie łączy się stawowo z wyrostkiem rylcowatym kości łokciowej. Podobnie wygląda to u współczesnych małp człekokształtnych.
Kość główkowata ma główkę małą, podłużną, wąską, jak również podzieloną na dwie części powierzchnię stawową dla połączenia z drugą kością śródręcza. Pomiędzy dwoma fragmentami powierzchni stawowej znajduje się miejsce przyczepu więzadła.
Kość haczykowata jest natomiast względnie długa, ma też dużą głowę i odchodzący w kierunku tylnym haczyk. Leży na niej powierzchnia stawowa dla kości trójgraniastej, długa i wąska. Przywodzi na myśl spotykaną u gibbonowatych.

## Rozmieszczenie geograficzne i odkrycie
Zwierzę pochodzi z miocenu, jego skamieniałości liczą sobie 11,6 miliona lat. Pochodzą ze skał powstałych na skutek neogeńskiej aktywności ryftowej, datowanych na torton i aragon (12,6–11,5 miliona lat), najdokładniej zaś znalezisko datuje się na 11,625 miliona lat.
Jego pozostałości znaleziono na terenie współczesnej Hiszpanii.
Nowy rodzaj odkryty został dzięki badaniom FOSSILIA Serveis Paleontològics i Geològics pod kierunkiem Josepa M. Roblesa. Prace prowadzono w Katalonii, na północnym wschodzie Półwyspu Iberyjskiego, na terenie pokrytego osadami aluwialnymi basenu Vallès-Penedès, gdzie znajduje się strefa ryftu ciągnącego z północy-północnego wschodu na południe-południowy zachód, odgraniczona katalońskim wybrzeżem. Obszar ten, związany z fauną walezjanu, stanowi granicę Zachodniego Basenu Śródziemnomorskiego. Grupa ta odnalazła tam fragmenty czaszki 3 stycznia 2011, a następnie również części szkieletu pozaczaszkowego, prowadząc wykopaliska w Can Mata. Poziom znaleziska oznaczono symbolem ACM/C8-A4 (4 miejsce sektora A komórki 8 Abocador de CanMata, Abocador de CanMata liczy sobie 250 m grubości i w jego obrębie wyróżniono ponad 200 różnych lokalizacji). Holotypowe znalezisko oznaczono IPS58443. Liczy ono 70 kości bądź ich części, w tym fragmenty czaszki, zęby, liczne fragmenty kończyny górnej lewej i mniej liczne prawej oraz kończyn dolnych. Interpretuje się je jako dojrzałą samicę (o płci świadczą niewielkie zębodoły kłów). Należy ono do Institut Català de Paleontologia Miquel Crusafont w Sabadell na terenie Hiszpanii.

## Pożywienie
Analiza uzębienia Pliobates wskazuje na to, że żywił się on głównie owocami, w mniejszym zaś stopniu nasionami. Autorzy jego opisu zauważyli podobieństwo do współczesnego szympansa zwyczajnego spożywającego głównie owoce (aczkolwiek, o czym Alba i in. nie wspominają, nie gardzącego też mięsem) oraz pawiana masajskiego, cechującego się urozmaiconą, ale również polegającą w dużym stopniu na owocach dietą. Z naczelnych wymarłych podobne cechy miały zęby Anoiapithecus brevirostris  i Hispanopithecus laietanus, hominidów z grupy driopiteków sprzed 11,9 oraz 9,5 miliona lat.

## Behawior
Analiza budowy kończyn zwierzęcia, wykazujących przystosowania do wspinaczki, jak zdolność do pronacji i supinacji czy skrzywienie kości łokciowej, pozwala przypuszczać, że prowadziło ono nadrzewny tryb życia, poruszając się po gałęziach na czterech łapach. Już wcześniej u przemieszczających się w ten sposób małp upatrywano przodków człekokształtnych. Jednakże wymienić można u Pliobates również cechy typowe dla naczelnych zwieszających się z gałęzi, jak duży arm angle, guzowatość skierowana ku bokowi, ogólne wydłużenie kończyn górnych. Jednakże nie był zdolny do akrobacji typowych dla współczesnych gibbonowatych, o czym świadczą cechy budowy stawu łokciowego, proporcje śródręcza i paliczków czy też brak wyraźnego zakrzywienia tych ostatnich.